# Savasse (Isère)
Die Savasse ist ein Fluss in Frankreich, der in der Region Auvergne-Rhône-Alpes verläuft. Sie entspringt im Département Isère, im Gemeindegebiet von Saint-Antoine-l’Abbaye, erreicht nach kurzer Fließstrecke das benachbarte Département Drôme, entwässert generell Richtung Südwest und mündet nach rund 24 Kilometern im Stadtgebiet von Romans-sur-Isère als rechter Nebenfluss in die Isère.

## Orte am Fluss
(Reihenfolge in Fließrichtung)
- Saint-Michel-sur-Savasse
- Geyssans
- Peyrins
- Mours-Saint-Eusèbe
- Romans-sur-Isère